# Тессі ван де Вен
Тессі ван де Вен (нід. Tessy van de Ven; нар. 8 липня 1983) — колишня нідерландська тенісистка.
Найвищу одиночну позицію світового рейтингу — 304 місце досягла 22 листопада 2004, парну — 314 місце — 3 травня 2004 року.
Здобула 4 одиночні та 5 парних титулів туру ITF.

## Фінали ITF
| Легенда         |
| --------------- |
| Турніри $25,000 |
| Турніри $10,000 |

### Одиночний розряд: 6 (4–2)
| Результат | Ранг | Дата            | Турнір                          | Покриття   | Суперниця            | Рахунок       |
| --------- | ---- | --------------- | ------------------------------- | ---------- | -------------------- | ------------- |
| Поразка   | 1.   | 26 січня 2003   | ITF Галл, Велика Британія       | Тверде (i) | Анна-Лена Гренефельд | 6–7(4), 3–6   |
| Перемога  | 2.   | 25 серпня 2003  | ITF Alphen a/d Rijn, Нідерланди | Ґрунт      | Сандра Мартинович    | 6–3, 7–5      |
| Поразка   | 3.   | 28 вересня 2003 | ITF Глазго, Велика Британія     | Тверде     | Софія Арвідссон      | 6–3, 3–6, 3–6 |
| Перемога  | 4.   | 29 серпня 2004  | ITF Alphen a/d Rijn, Нідерланди | Ґрунт      | Ґаелль Відмер        | 6–3, 6–3      |
| Перемога  | 5.   | 17 жовтня 2004  | ITF Сандерленд, Велика Британія | Тверде (i) | Маргіт Рйтель        | 4–6, 6–0, 6–3 |
| Перемога  | 6.   | 24 жовтня 2004  | ITF Болтон, Велика Британія     | Тверде (i) | Карен Нуджент        | 6–2, 6–4      |

### Парний розряд: 9 (5–4)
| Результат | Ранг | Дата            | Турнір                          | Покриття   | Партнерка                 | Суперниці                                  | Рахунок       |
| --------- | ---- | --------------- | ------------------------------- | ---------- | ------------------------- | ------------------------------------------ | ------------- |
| Перемога  | 1.   | 22 липня 2001   | ITF Брюссель, Бельгія           | Ґрунт      | Сюзанне ван Гартінґсвелдт | Irina Nossenko Aleksandra Vučenović        | 6–3, 6–4      |
| Поразка   | 2.   | 3 лютого 2002   | ITF Тіптон, Велика Британія     | Тверде (i) | Сюзанне ван Гартінґсвелдт | Янь Цзи Чжен Цзє                           | 1–6, 3–6      |
| Поразка   | 3.   | 24 березня 2002 | ITF Ам'єн, Франція              | Ґрунт (i)  | Наталія Гуссоні           | Юлія Бейгельзимер Маріанна Юферова         | 2–6, 7–5, 2–6 |
| Перемога  | 4.   | 3 червня 2002   | ITF Познань, Польща             | Ґрунт      | Йоланда Менс              | Селесте Контін Ана Лусія Мільяріні де Леон | 6–2, 6–2      |
| Поразка   | 5.   | 5 серпня 2002   | ITF Ребек, Бельгія              | Ґрунт      | Леслі Буткевіч            | Елке Клейстерс Джеслін Г'юїтт              | 6–3, 3–6, 4–6 |
| Поразка   | 6.   | 29 вересня 2002 | ITF Сандерленд, Велика Британія | Тверде (i) | Сюзанне ван Гартінґсвелдт | Івонн Дойл Ельса О'Ріань                   | 4–6, 4–6      |
| Перемога  | 7.   | 6 липня 2003    | ITF Гергюговард, Нідерланди     | Ґрунт      | Сюзанне ван Гартінґсвелдт | Кіка Гоґендорн Владіміра Угліржова         | 6–4, 2–0 ret. |
| Перемога  | 8.   | 25 серпня 2003  | ITF Alphen a/d Rijn, Нідерланди | Ґрунт      | Сюзанне ван Гартінґсвелдт | Йоланда Менс Анаук Стерн                   | 6–2, 6–2      |
| Перемога  | 9.   | 16 серпня 2004  | ITF Енсхеде, Нідерланди         | Ґрунт      | Сусанне Трік              | Даніела Клеменшиц Сандра Клеменшиц         | 4–6, 6–0, 6–4 |